# Herniaria
Genre
Classification APG III (2009)
Herniaria est un genre de plantes à fleurs de la famille des Caryophyllaceae.

## Liste d'espèces
Selon NCBI (4 juillet 2024) :
- Herniaria baetica
- Herniaria canariensis
- Herniaria ciliolata
- Herniaria glabra
- Herniaria hemistemon
- Herniaria hirsuta
- Herniaria latifolia